# Cloporte commun
Armadillidium vulgare
Espèce
Synonymes
- Armadillidium affine
- Armadillidium armeniense
- Armadillidium brevicaudatum
- Armadillidium commutatum
- Armadillidium decipiens
- Armadillidium marmoreum
- Armadillidium nitidulum
- Armadillidium oliveti
- Armadillidium pilulare
- Armadillidium schellenbergi
- Armadillidium sorattinum
- Armadillidium subdentatum
- Armadillidium triviale
- Armadillidium variegatum
- Armadillo ater
- Armadillo convexus
- Armadillo marmoreus
- Armadillo pilularis
- Armadillo pustulatus
- Armadillo trivialis
- Armadillo variegatus
- Armadillo vulgaris[1]

Le cloporte commun, ou armadille vulgaire (Armadillidium vulgare), est une espèce de cloportes largement répandue en Europe. Il s'agit de l'isopode terrestre le plus étudié.

## Description
Armadillidium vulgare peut atteindre une longueur de 18 mm, et est capable de se rouler en boule (volvation) lorsqu'il est perturbé. Cette capacité crée une confusion avec certains myriapodes tels que Glomeris marginata. D'autre part, de légères différences dans cette capacité de volvation permettent de le différencier d'autres espèces d'Armadillidium : en effet la boule que forme A. vulgare est une boule parfaite alors que les boules créées par A. nasatum et A. depressum sont des boules imparfaites en raison de l'espace créé entre le céphalon et le telson une fois cette position adoptée.

## Biologie

### Génétique
A. vulgare possède un génome nucléaire diploïde de formule 2n=54 . Comparé aux formules chromosomiques d'autres isopodes, il pourrait s'agir d'un ancien octodiploïde modifié . Parmi ces 54 chromosomes, deux sont impliqués dans la  détermination du sexe, celui-ci reposant sur un système chromosomique WZ. La taille du génome est, quant à elle, estimée à environ deux gigabases d'après un calcul basé sur la quantité d'ADN nucléaire contenu par cellule.
Le génome mitochondrial d'A. vulgare a été séquencé et caractérisé en détail. Cette caractérisation a révélé une structure atypique de ce dernier comparée à la structure circulaire classique. En effet, au sein d'une même mitochondrie, deux types de molécules sont rencontrés : une molécule circulaire de 28 Kb et une moléculaire linéaire de 14 Kb,. La molécule circulaire est constituée d'un dimère de molécules linéaires liées de façon anti-sens. La séquence du monomère a été publiée en 2007 et son étude a permis d'expliquer la présence de cette structure atypique. Ainsi un site polymorphique a été identifié au niveau de la deuxième base de l'anticodon d’un gène d’ARNt, conduisant à un ARNt bivalent et alloaccepteur pour l’alanine et la valine. Cette bivalence assure potentiellement la présence dans la mitochondrie de ces deux ARNt sur le même locus mitochondrial, sachant qu’aucun autre ARNt(Alanine) et ARNt(Valine) n’a été retrouvé ailleurs dans le génome. La présence et le maintien de cette structure en dimère et monomère, générant une hétéroplasmie (présence de deux mitotypes au sein d'un individu), assurerait donc la survie de l'organite.

### Reproduction

#### Organes reproducteurs
Les cloportes sont des organismes gonochoriques : les populations sont donc constituées de mâles et de femelles. Chaque individu possède une paire de gonades. Chez les mâles, une gonade est constituée de trois utricules, portant à leur extrémité une glande androgène, rattachée par l'autre extrémité à une vésicule séminale prolongée par un canal déférent. Les spermatozoïdes sont produits au niveau des utricules et sont stockés dans la vésicule séminale. Au niveau externe, l'appareil génital est constitué d'une paire de stylets copulateurs, seconde paire de pléopodes modifiés, érectiles situés au niveau des sternites du péréon.
Chez la femelle, la paire de gonades est constituée d'une paire d'ovaires dont la taille représente plus des deux tiers de la longueur de l'animal. Chaque ovaire correspond à un sac aplati dorso-ventralement et possède un conduit ovarien par lequel se font l'insémination et l'émission des œufs. Ce conduit ovarien possède une spermathèque pouvant maintenir les spermatozoïdes en vie durant au moins une année. Ainsi, une seule fécondation peut assurer à la femelle d'être gravide durant la majorité de sa vie. Les ovocytes sont produits par une bande de cellules germinales, cette bande se situant à l'opposé du conduit ovarien. Au niveau externe, l'appareil génital est constitué uniquement de l'ouverture du conduit ovarien en arrière de l'articulation de la cinquième patte.

#### Accouplement
Sous les latitudes tempérées, la saison d'accouplement commence aux alentours du printemps, lorsque la photopériode s'allonge et que les températures sont suffisamment élevées pour permettre une activité, et s'étend jusqu'en automne. Durant cette période, la femelle peut produire jusqu'à trois portées.
L'accouplement comprend deux hémi-copulations bilatérales successives. Lorsque la femelle accepte de s'accoupler, celle-ci se met partiellement en boule, le dos contre terre. Le mâle monte sur un côté de la femelle et introduit l'un de ses deux stylets érectiles dans l'orifice génital de la femelle, puis change de côté pour féconder l'autre orifice avec son second stylet (le stylet droit pour l'orifice gauche et inversement).

### Physiologie

#### Développement
Après la fécondation de l'ovocyte lors de son passage dans l'oviducte, ce dernier est pondu dans le marsupium de la mère. Ce marsupium apparaît chez la femelle à la suite d'une mue parturielle. Le développement s'effectue dans cette poche pendant un mois, jusqu'à la prochaine mue de la mère. Durant ce mois, les embryons donnent naissance à des larves ou manca, baignant dans un liquide marsupial. Peu avant la mue de la mère, les larves développées sortent. Les cloportes étant amétaboles, les jeunes ressemblent aux adultes et l'adulte subit plusieurs mues post-imaginales. L'une des particularités des jeunes sortant à l'air libre est de ne posséder que 6 paires de pattes. La septième apparaît après la première mue.
Les individus muent toute leur vie au rythme d'une fois par mois. La mue s'effectue en deux temps ; tout d'abord, l'individu effectue une mue postérieure en se débarrassant de la moitié arrière de la cuticule puis, environ une journée plus tard, effectue une mue antérieure en se débarrassant de la moitié antérieure.
La maturité sexuelle des cloportes est atteinte environ trois mois après la sortie du marsupium.

#### Systèmes hormonaux
La détermination du sexe chez les cloportes communs est soumise à l'action d'une seule hormone: l'hormone androgène. Cette hormone possède une propriété masculinisante. Ainsi, la présence de l'hormone androgène conduira au développement des caractères mâles, tandis que son absence conduira au développement des caractères femelles. Cette hormone est un peptide glycosylé, dont les séquences protéique et nucléique sont connues,. Elle est synthétisée au niveau d'un organe spécialisé : la glande androgène, qui se situe au niveau des gonades mâles, au sommet des utricules.
La période de reproduction induit chez la femelle des changements hormonaux aboutissant à des modifications physiologiques internes et externes. Ainsi, l'augmentation de la concentration d'ecdystéroïdes, produit par l'organe Y, est corrélée à la synthèse de vitellogénine au niveau du tissu adipeux et des ovaires. Cette vitellogénine est absorbée par les ovocytes en cours de maturation, qui la transforment en vitelline. Durant la même période, des modifications s'effectuent au niveau de la cuticule, conduisant à une mue dite parturielle au cours de laquelle la nouvelle cuticule sera constituée d'un marsupium présent sur la face ventrale, destiné à accueillir les œufs et à assurer le développement des embryons et des larves.

### Système immunitaire
La caractérisation du système immunitaire d'A. vulgare s'effectue dans le cadre de l'étude des relations symbiotiques liant ce cloporte à la bactérie endocellulaire Wolbachia, afin de comprendre les interactions pouvant s'établir entre ce système immunitaire et cette bactérie.
Comme tous les arthropodes, A. vulgare possède un système immunitaire à deux composantes : une composante cellulaire et une composante humorale. L'ensemble de ces deux composantes est pris en charge uniquement par les cellules du système immunitaire que sont les hémocytes,.

#### Composante cellulaire
La caractérisation des hémocytes d'A. vulgare a révélé trois types cellulaires communément rencontrés chez les crustacés : les hémocytes hyalins, les hémocytes semi-granulaires et les hémocytes granulaires,. Des observations en microscopie électronique ont permis de leur attribuer certaines fonctions. Les hémocytes hyalins sont responsables de la phagocytose de particules étrangères, les hémocytes semi-granulaires sont impliqués dans l'encapsulement et d'une façon plus marginale dans la phagocytose et les hémocytes granulaires seraient, quant à eux, impliqués dans l'encapsulement et la mise en place de la cascade phénoloxydase.
L'ensemble de ces types cellulaires sont produits indifféremment par trois paires d'organes hématopoïétiques se situant de part et d'autre du vaisseau dorsal, au niveau du dernier segment du pléon et des deux premiers segments du péréon,. Ces organes hématopoïétiques sont constitués de régions définies : la zone centrale contenant les cellules souches, les cortex interne et central au niveau desquels s'effectue la maturation des hémocytes et le cortex externe contenant les hémocytes matures prêts à rejoindre la circulation générale. Les organes sont délimités par une membrane basale que les hémocytes semblent traverser par diapédèse.

#### Composante humorale
Les facteurs humoraux d'A. vulgare sont encore largement méconnus. Un premier peptide antimicrobien a été identifié en 2005 : l'armadillidine. Ce peptide, présentant un spectre d'activité dirigé contre les bactéries Gram-positives, est produit et stocké dans les hémocytes.
D'autres facteurs potentiels ont été récemment identifiés in silico par la construction et l'analyse de banques d'EST des tissus d'A. vulgare effectuées dans le cadre du projet ANR EndoSymbArt,. Ainsi ont été identifiés des lectines, des peptides antimicrobiens tels que des crustines ou des facteurs anti-lipopolysaccharides (ALF), des alpha2-macroglobulines, etc. Cependant, pour l'heure aucune caractérisation de ces facteurs n'a été faite et leur rôle n'a pas encore été déterminé.

## Écologie

### Habitat

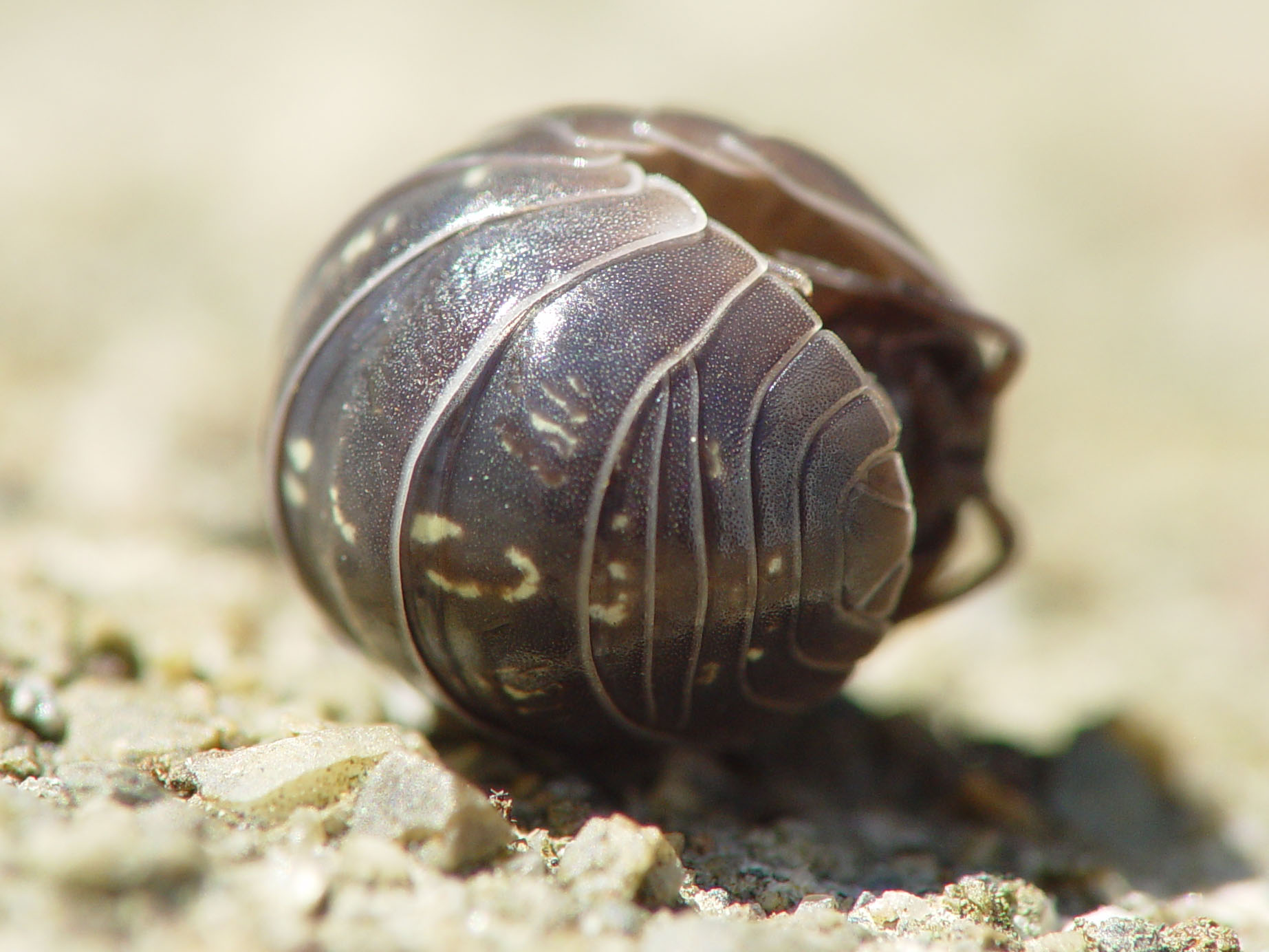
Armadillidium vulgare sortant de sa posture défensive.

A. vulgare est capable de résister à des conditions relativement sèches comme beaucoup d'autres espèces de cloportes et est restreint aux sols calcaires et aux zones côtières. Il se nourrit principalement de matières en décomposition, mais aussi d'herbes, de lichens et d'algues issus de troncs d'arbre ou de murs.
Bien qu'il soit capable de réguler sa température, il préfère la lumière du soleil lorsque la température est basse et reste à l'ombre lorsque celle-ci est élevée ; des températures en dessous de −2 °C ou au-dessus de 36 °C lui sont létales. A. vulgare est moins sensible au froid durant la nuit et peut entrer en dormance durant l'hiver afin de survivre aux températures qui pourraient lui être fatales.

### Répartition
L'aire de répartition originelle d'A. vulgare se situe en Europe, particulièrement dans les régions méditerranéennes. Au Royaume-Uni, A. vulgare est très commun dans le sud et l'est de l'Angleterre mais au nord il est restreint aux zones côtières . De même, en Irlande, A. vulgare est commun dans le sud et l'est mais rare dans le nord et l'ouest.
A. vulgare a été introduit dans plusieurs régions d'Amérique du Nord, où sa densité peut atteindre 10 000 individus par mètre carré. Il est maintenant l'un des invertébrés les plus abondants dans les prairies des côtes californiennes . Il a aussi été introduit dans d'autres régions du monde mais de façon moins importante.

### Prédateurs
De nombreux prédateurs ont été identifiés. Plusieurs vertébrés tels que des mammifères (souris, musaraignes, hérissons), des oiseaux, des reptiles (geckos, orvets) et des anoures (grenouilles et crapauds) se nourrissent entre autres de cloportes communs. D'autres invertébrés comme les carabes et des araignées (particulièrement Dysdera crocata[réf. souhaitée]) en font également leur proie.

### Relations symbiotiques

#### Wolbachia
L'Armadille vulgaire vit en symbiose avec la bactérie endosymbiotique Wolbachia. Trois souches différentes de cette dernière ont été caractérisées : wVulC, wVulM et wVulP. Wolbachia est connue pour perturber la reproduction de ses hôtes, induisant différents phénotypes. Les deux premières souches induisent chez leur hôte une féminisation des mâles génétiques,. Cette bactérie semble perturber le système hormonal mâle, en particulier l'action de l'hormone androgène. Le phénotype induit par la souche wVulP est quant à lui encore inconnu.
L'action de Wolbachia sur le phénotype de son hôte ne semble pas se limiter à une modification de la reproduction. En effet, le système immunitaire est lui aussi perturbé ; le taux d'hémocytes circulants, la proportion d'hémocytes granulaires ainsi que l'activité phénoloxydase diminuent en présence de la souche wVulC,,. Par ailleurs, il semble exister une corrélation entre la diminution de l'activité PO et la diminution de la proportion d'hémocytes granulaires, ces derniers étant suspectés de jouer un rôle clé dans la mise en place de cette activité. Cependant, l'expression des gènes au niveau du tissu immunitaire (incluant hémocytes et organes hématopoïétiques) semble stimulée par la présence de cette même bactérie .

#### Parasites
Divers parasites d'A. vulgare ont été identifiés. Parmi ceux-ci, des nématodes de la famille des Aneylosiomidae (Agamonemaiodum armadillonis pillularis, A. hospes) et de la famille des Acuariidae (Acuaria spiralis dont l'hôte final est un gallinacé ou un colombiforme) et des diptères parasitoïdes de la sous-famille des Rhinophorinae.

## Taxinomie
Position systématique :
- Mandibulates
  - Myriapodes
  - Pancrustacés
    - Rémipèdes
    - Céphalocarides
    - Maxillopodes
    - Branchiopodes
    - Malacostracés
      - Eumalacostracés
        - Peracarides
          - Isopodes
            - Asellota
            - Calabozoidea
            - Cymothoida
            - Limnoriidea
            - Oniscidea
              - Armadillidiidae
                - Alloschizidium
                - Armadillidium
                  - Armadillidium vulgare

                - Ballodillium
                - Cristarmadillidium
                - Cyphodillidium
                - Echinarmadillidium 
                - Eleoniscus
                - Eluma
                - Paxodillidium
                - Platanosphaera
                - Schizidium
                - Trichodillidium
                - Troglarmadillidium
                - Typhlarmadillidium

            - Phoratopidea
            - Phreatoicidea
            - Sphaeromatidae
            - Tainisopidea
            - Valvifera

    - Hexapodes

## Perception par l'humain
En raison de leur aspect insolite et non menaçant, des Armadillidium vulgare sont gardés comme animaux de compagnie dans certaines régions des États-Unis, généralement par des enfants. Chez les adultes, ils sont souvent considérés à tort comme nuisibles à l'intérieur des habitations. Garder un cloporte en tant qu'animal de compagnie demande de posséder un récipient humide et peu lumineux.
Les possesseurs de mygales gardent parfois des cloportes comme compagnons de ces dernières au sein du même habitat. Ils sont aussi parfois utilisés pour nourrir des iguanes ou autres lézards, même si cette pratique n'est pas recommandée puisque les cloportes pourraient les rendre malades.